# Милош Лаловић
Милош Лаловић (Страшевина, код Никшића, 15. августа 1921 — Београд, 2001) био је учесник Народноослободилачке борбе и друштвено-политички радник СР Црне Горе и СФР Југославије.

## Биографија
Рођен је 15. августа 1921. у Страшевини, у близини Никшића. Био је саветник Државног секретара за иностране послове и отправник послова Посланства ФНРЈ у Либану.
Студирао је Економски факултет у Београду. Члан је НОБ-а од 1941. када је учествовао као омладински руководилац, а касније је био комесар чете и комесар батаљона. Члан је Комунистичке партије Југославије (КПЈ) од 1942. године.
По ослобођењу Социјалистичке Федеративне Републике Југославије био је начелник Министра трговине и снабдевања НР Црне Горе. Обављао је и функције начелника Персоналног одељења Министарства спољне трговине ФНРЈ, помоћник министра-председника за промет робом, помоћник секретара за привреду ФНРЈ. Сарађивао је са економским часописима и дневник листовима. Био је амбасадор у Либану, Тунису.
Носилац је Партизанске споменице 1941. и других југословенских одликовања, међу којима су — Орден заслуга за народ другог реда, Орден братства и јединства другог реда и Орден за храброст.